# Канаф
Канаф (ивр. כָּנָף‎ — «крыло») — мошав на Голанских высотах, на оккупированных Израилем территориях Сирии. С точки зрения административно-территориального деления Израиля, входит в состав Северного округа. В поселении проживает 370 жителей в основном светского толка. Мошав Канаф был основан в 1991 году поселенческим движением Тнуат ха-Мошавим. Входит административно в региональный совет Голан.

## География
Расположен на высоте 310 м, примерно в 17 км к северо-востоку от города Тверия, около 67 км к востоку от Хайфы и около 124 километров к северо-востоку от центра Тель-Авива. Канаф находится на плато в южной части Голанских высот, в местах, где местность начинается на крутом склоне в сторону Тивериадского озера. Подъезд через дорогу 869, которая ведет к озеру.

## Население
По данным Центрального статистического бюро Израиля, население на начало 2020 года составляло 461 человек.

## История
Канаф лежит на Голанских высотах, которые были захвачены израильской армией в 1967 году в ходе Шестидневной войны и с тех пор оккупированы Израилем. Эта деревня была основана в начале 1985 года, когда в соседней деревне Эль-Ад группа людей собрались построить новое ядро поселенцев. В апреле 1985 года их число было около 25 активистов. Несколько лет эти люди жили в палаточных условиях в поселке Эль-Ад до постройки поселка Канаф до мая 1991 года, когда первые жители в нём поселились. Таким образом, 1991 — год создания официальной статистики поселения.
Мошавная экономика базируется на сельском хозяйстве и туризме. Сообщество участвует в работе пляжей на восточном побережье Тивериадского озера. Работают дошкольные учреждения по уходу за ребёнком. Базовое образование детям дается в соседней деревне Бней-Иегуда и высшее образование в городе Кацрин. В Канафе имеютя продуктовые магазины.

## Достопримечательности
Рядом с мошавом Канаф, в полукилометре на юго-восток на западном берегу реки Канаф, находятся остатки синагоги византийской эпохи. Синагога называется Дир Азиз (ивр. דיר עזיז‎), она была впервые описана Лоренсом Олифантом в 1885 году. В своем докладе он описывал стену трёхметровой высоты, но она была разрушена при землетрясении 1920 года. Останки синагоги, которые сохранились включают базальтовый пол, фрагменты, что составляли когда-то восемь колонн и три скамейки. Археологи извлекли сотни византийских монет из под пола синагоги
Совсем рядом с синагогой находится чистый и холодный источник. Сейчас вода этого источника образует небольшой бассейн, который построили жители поселка Канаф в память о товарище, погибшем во Второй ливанской войне.